# 陶家屯镇 (公主岭市)
陶家屯镇，是中华人民共和国吉林省长春市公主岭市下辖的一个乡镇级行政单位。

## 行政区划
陶家屯镇下辖以下地区：
陶家屯社区、陶家村、马家屯村、长河村、丰庆村、同庆村、久胜村、永胜村、小城子村、河东村、石柱沟村、三户村、东岭户村、义和村、曹家洼子村和永庆村。

## 交通
京哈铁路：陶家屯站